# STARTTLS
STARTTLS bezeichnet ein Verfahren zum Einleiten der Verschlüsselung einer Netzwerkkommunikation mittels Transport Layer Security (TLS). Das Verfahren beginnt in einer unverschlüsselten Klartextverbindung, welche durch das STARTTLS-Kommando zu einer verschlüsselten Verbindung aufgewertet wird. Falls keine zusätzlichen Schutzmaßnahmen gegen einen Downgrade-Angriff umgesetzt werden, handelt es sich dabei um eine opportunistische Verschlüsselung.
STARTTLS wurde von der Internet Engineering Task Force (IETF) im Jahr 1999 für E-Mail standardisiert und sollte einige Probleme adressieren, die bei der Verwendung von implizitem TLS auf einem separaten Port auftreten. Seit 2018 rät die IETF jedoch für den Zugriff vom Mailclient zum Mailserver von STARTTLS ab und empfiehlt nur noch implizites TLS.

## Funktionsweise
Der Client baut zunächst eine unverschlüsselte Netzwerkverbindung zum Server auf und verwendet dabei den für Klartextkommunikation vorgesehenen Port. Sofern der Server Unterstützung von STARTTLS signalisiert, sendet der Client den STARTTLS-Befehl. Die beiden Kommunikationspartner beginnen mit dem TLS-Handshake und handeln eine Verschlüsselung aus. Anschließend wird das Anwendungsprotokoll verschlüsselt fortgesetzt.

STARTTLS unterscheidet sich vom impliziten TLS, bei dem der TLS-Handshake bereits unmittelbar nach Verbindungsaufbau einsetzt, ohne jegliche Klartextkommunikation. Die Nutzung von TLS wird hierbei durch Verwendung eines dedizierten Ports impliziert, der ausschließlich für verschlüsselte Kommunikation verwendet wird. Im E-Mail-Client Mozilla Thunderbird wird diese Einstellung als „SSL/TLS“ bezeichnet.
Bei STARTTLS wird hingegen explizit ausgehandelt, ob TLS genutzt werden soll. Als STARTTLS im Jahr 1999 entstand, war die unverschlüsselte Datenübertragung im Internet weit verbreitet. In diesem Kontext hatte STARTTLS den Vorteil, dass es einen einfach zu implementierenden Upgrade-Mechanismus darstellt, um TLS zu verwenden, sofern verfügbar, und sonst auf eine unverschlüsselte Übertragung zurückzufallen (opportunistische Verschlüsselung). Ein weiterer Vorteil ist die Einsparung von Portnummern bei der IANA, da im Gegensatz zu implizitem TLS nur ein Port sowohl für verschlüsselte als auch unverschlüsselte Übertragung benötigt wird.
Der Hauptnachteil von STARTTLS ist, dass dieser Upgrade-Mechanismus gegen Man-in-the-Middle-Angriffe anfällig ist. Durch Manipulation der Klartextbefehle kann der Angreifer die TLS-Verschlüsselung verhindern. Zum Schutz vor einem solchen Downgrade-Angriff sind zusätzliche Maßnahmen erforderlich, beispielsweise DANE oder MTA-STS. Ein Nachteil in Verbindung mit einer Firewall kann sein, dass Deep Packet Inspection auf Anwendungsschicht benötigt wird, um verschlüsselte und unverschlüsselte Verbindungen zu unterscheiden.
In den folgenden Jahren nahm die Verbreitung von TLS weiter zu. Seit 2018 rät die IETF beim Zugriff auf einen POP3-Server, IMAP-Server oder einen Mail Submission Agent zu implizitem TLS. Von einer Klartextübertragung wird gänzlich abgeraten.

## E-Mail
STARTTLS ist seit 1999 als Erweiterung für das Simple Mail Transfer Protocol (SMTP) spezifiziert. Der Client beginnt die Verbindung mit dem aus Extended SMTP bekannten Schlüsselwort EHLO. Falls eine Unterstützung des Servers gegeben ist, listet er STARTTLS als Erweiterung auf. Dem Client steht es anschließend frei mittels des Schlüsselworts STARTTLS den TLS-Handshake einzuleiten.
Das folgende Beispiel zeigt eine SMTP-Verbindung mit STARTTLS (Server blau, Client grün):
```
220 mx1001.wikimedia.org ESMTP Exim 4.89 Mon, 13 Jan 2020 23:12:13 +0000

EHLO client.example.org

250-mx1001.wikimedia.org Hello client.example.org [2001:db8:13b:2048::113]
250-SIZE 52428800
250-8BITMIME
250-PIPELINING
250-STARTTLS
250 HELP

STARTTLS

220 TLS go ahead

[hier beginnt der TLS-Handshake]
```

Kurz nach SMTP folgte die Spezifikation für das Internet Message Access Protocol (IMAP), sowie den heute nicht mehr gängigen Application Configuration Access Protocol (ACAP) und Post Office Protocol (POP). Bei letzterem wird als Schlüsselwort STLS verwendet, da Befehle bei POP immer vier Buchstaben lang sind.

### Ports
Daneben gibt es auch Portzuweisungen für implizites TLS. Die folgende Tabelle listet die von der IANA zugewiesenen Portnummern. Der Buchstabe ‚S‘ hinter den Protokollbezeichnungen kennzeichnet die Variante mit implizitem TLS.
| Protokoll (Port)              | Protokoll mit implizitem TLS (Port) | Bemerkung                             |
| ----------------------------- | ----------------------------------- | ------------------------------------- |
| SMTP (587, teilweise auch 25) | SMTPS (465)                         | Bezieht sich nur auf Mail Submission. |
| IMAP (143)                    | IMAPS (993)                         |                                       |
| POP3 (110)                    | POP3S (995)                         |                                       |

RFC 8314 empfiehlt die Nutzung von implizitem TLS für sämtliche Kommunikation zwischen dem Mail User Agent und dem E-Mail-Provider. Im Fall von SMTP bezieht sich diese Empfehlung ausschließlich auf Mail Submission (Nutzer zu Provider), da nur dort die Portnummer konfigurierbar ist. Über SMTP für Mail Transfer (Provider zu Provider) macht der RFC keine Aussage. Da bei letzterem das Protokoll auf Port 25 festgelegt ist und durch die Kommunikationspartner nicht geändert werden kann, kommt dafür lediglich STARTTLS in Frage.
Aus historischen Gründen ist neben SMTPS auch ein Protokoll von Cisco aus dem Multicast-Umfeld dem TCP-Port 465 zugewiesen. Eine Erklärung dazu gibt der Abschnitt 7.3 des RFC 8314.

### Downgrade-Angriff
Ein Man-in-the-Middle-Angreifer kann die TLS-Verschlüsselung stören, indem er die STARTTLS-Erweiterung entfernt oder überschreibt und dadurch vorgibt, der Server unterstütze kein STARTTLS. Diese Art von Downgrade-Angriff wird auch als Stripping Attack oder STRIPTLS bezeichnet und geschah beispielsweise im Dezember 2008 beim Mobilfunk-Provider O2.
Führt der Client die Verarbeitung in der unverschlüsselten Verbindung fort, so ist es dem Angreifer möglich, die E-Mails unbemerkt mitzulesen und zu manipulieren.
Ein Schutz vor diesem Angriff ist bei Mail Submission vergleichsweise einfach möglich, indem der Mail User Agent so konfiguriert wird, dass er eine Verschlüsselung erfordert. Beispielsweise hatten frühere Thunderbird-Versionen die Auswahl zwischen TLS, wenn möglich und TLS (im Sinne von TLS erzwingen).
Bei Mail Transfer kann TLS nicht ohne weiteres erzwungen werden, da es für einen E-Mail-Provider nicht ersichtlich ist, ob der Ziel-Server TLS wirklich unterstützt oder nicht. Um diese Information zu signalisieren, kann der Server-Betreiber die Verfahren DANE oder MTA-STS verwenden.

### DANE
DNS-based Authentication of Named Entities (DANE) bindet einen E-Mail-Server an ein PKIX-Zertifikat, das auf einen Server oder eine Zertifizierungsstelle ausgestellt ist. Das Zertifikat kann auch selbstsigniert sein. Der Server-Betreiber muss den Fingerprint des Zertifikats an definierter Stelle im Domain Name System ablegen und DNSSEC verwenden. Durch den DNS-Eintrag signalisiert der Server-Betreiber die Unterstützung von STARTTLS und verbietet einen Downgrade auf unverschlüsselte Übertragung.

### MTA-STS
Um den E-Mail-Providern ein zu DANE alternatives Verfahren zur Verfügung zu stellen, hat die IETF SMTP MTA Strict Transport Security (MTA-STS) entworfen. MTA-STS erfordert den Einsatz von PKIX-Zertifikaten für den Mail-Server sowie für einen Web-Server, auf dem die Policy einer Domain abgelegt wird. Das Vorhandensein einer Policy und damit die Verwendung von MTA-STS signalisiert der Inhaber einer E-Mail-Domain durch einen DNS-Eintrag, der optional DNSSEC-signiert sein kann. Ohne DNSSEC ist das Verfahren gegen Downgrade-Angriffe durch DNS-Spoofing anfällig.
MTA-STS erfordert den Einsatz von TLS-Version 1.2 oder höher. Das Mailserver-Zertifikat muss auf den Hostnamen aus dem MX Resource Record ausgestellt sein. Anders als bei DANE ist die Verwendung selbst ausgestellter Zertifikate nicht möglich.
Das folgende Beispiel zeigt einen DNS-Eintrag für die Domain example.com:
```
_mta-sts.example.com.   IN TXT "v=STSv1; id=20160831085700Z;"
```

Das Feld „id“ dient zur Feststellung, ob sich eine Policy geändert hat. Die Policy wird unter der URL https://mta-sts.example.com/.well-known/mta-sts.txt abgelegt und sieht beispielsweise folgendermaßen aus:
```
version: STSv1
mode: enforce
mx: mail.example.com
mx: *.example.net
mx: backupmx.example.com
max_age: 604800
```

Mit dem Policy-Modus „enforce“ signalisiert der Domain-Inhaber, dass STARTTLS mit einem vertrauenswürdigen Server-Zertifikat zum Einsatz kommt und kein Downgrade auf eine unverschlüsselte Übertragung erfolgen darf.
MTA-STS und DANE können parallel eingesetzt werden. MTA-STS ist so spezifiziert, dass es eine fehlgeschlagene DANE-Prüfung nicht außer Kraft setzt.

### SMTP TLS Reporting
Parallel zu MTA-STS hat die IETF mit SMTP TLS Reporting (TLSRPT) ein Verfahren für ein automatisiertes Reporting über die Verwendung von TLS eingeführt. Der Zweck ist es, dass ein E-Mail-Provider Kenntnis über TLS-Fehler eingehender SMTP-Verbindungen erhält, die durch eine Fehlkonfiguration, Interoperabilitätsprobleme oder Downgrade-Angriffe bedingt sein können. Das Reporting schließt damit eine Informationslücke, da es für einen E-Mail-Provider nur schwer ersichtlich ist, ob gerade regulär kein E-Mail-Verkehr stattfindet oder ob der Verkehr durch ein technisches Problem beeinträchtigt ist.
TLS-Reporting wird ähnlich wie DMARC-Reporting per TXT Resource Record im DNS konfiguriert. Das folgende Beispiel zeigt den TXT-Record für eine E-Mail-Domain example.com:
```
_smtp._tls.example.com. IN TXT "v=TLSRPTv1;rua=
mailto:reports@example.com
"
```

Neben der Zustellung von Reports per E-Mail ist auch HTTPS als Zustellungsmethode spezifiziert. Die Reports verwenden das JSON-Textformat mit einem zu HPKP-Reports verwandten Schema. Im Report ist eine Statistik über erfolgreiche und fehlerhafte TLS-Verbindungen enthalten sowie welche DANE- oder MTA-STS-Policy angewandt wurde.

## StartTLS bei weiteren Protokollen
Für HTTP gibt es mit RFC 2817 ein zu STARTTLS vergleichbares Verfahren, um TLS-Verbindungen aufzubauen. Üblicherweise wird hier aber implizites HTTPS nach RFC 2818 verwendet. Mit dem in RFC 9460 eingeführten HTTPS Resource Record gibt es die Möglichkeit, die Verwendung von HTTPS zu forcieren.
Auch bei LDAP (RFC 4511), FTP (RFC 4217) und XMPP (RFC 6120) sowie NNTP (RFC 4642) kann Mithilfe des STARTTLS-Kommandos die Verschlüsselung initiiert werden. Für Telnet existiert ein Entwurf.

## Normen und Standards
- RFC: <a href='https://datatracker.ietf.org/doc/html/rfc2487' class='extiw' title='rfc:2487'>2487</a> – SMTP Service Extension for Secure SMTP over TLS. 1999 (erste Version, veraltet, englisch).
- RFC: <a href='https://datatracker.ietf.org/doc/html/rfc3207' class='extiw' title='rfc:3207'>3207</a> – SMTP Service Extension for Secure SMTP over Transport Layer Security. 2002 (zweite Version, englisch).
- RFC: <a href='https://datatracker.ietf.org/doc/html/rfc7817' class='extiw' title='rfc:7817'>7817</a> – Updated Transport Layer Security (TLS) Server Identity Check Procedure for Email-Related Protocols. 2016 (Ergänzungen, englisch).
- RFC: <a href='https://datatracker.ietf.org/doc/html/rfc8314' class='extiw' title='rfc:8314'>8314</a> – Cleartext Considered Obsolete: Use of Transport Layer Security (TLS) for Email Submission and Access. 2018 (Empfehlung für SMTPS statt STARTTLS, englisch).